# هیلی براکن

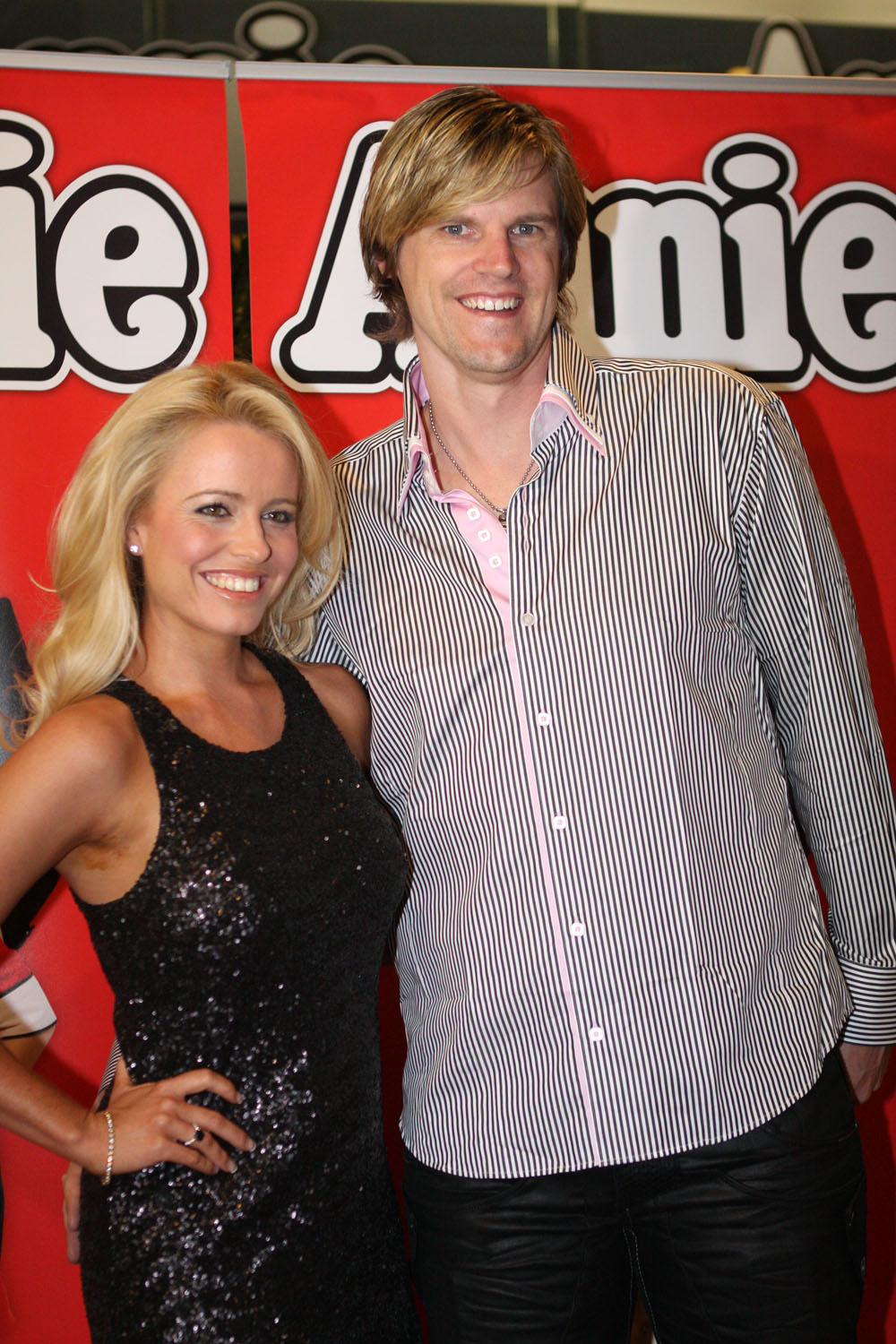

هیلی براکن یک مدل و شخصیت تلویزیونی استرالیایی است. او با بازیکن سابق کریکت ناتان براکن ازدواج کرده‌است. او و همسرش در مسابقه استرالیایی Dancing with the Stars با یکدیگر رقابت کردند، جایی که هیلی و شریکش آریک یگودکین دوم شدند.
هیلی براکن رقصیدن را در ۳ سالگی آغاز کرد. براکن دارای مدرک تدریس در دبستان است و کارهایی را برای اخذ مدرک حقوق تکمیل کرده‌است. در سال ۲۰۰۴ با ناتان براکن بازیکن کریکت ازدواج کرد.
براکن به خاطر ظاهرش در جوایز مدال مرزی آلن در سال ۲۰۱۰ به شهرت رسید. این ظاهر منجر به مدلینگ براکن روی جلد مجلات پسران استرالیایی شد.